# Leptorchestes peresi
Leptorchestes peresi är en spindelart som först beskrevs av Simon 1868.  Leptorchestes peresi ingår i släktet Leptorchestes och familjen hoppspindlar. Inga underarter finns listade i Catalogue of Life.